# Edward Planckaert
Edward Planckaert (* 1. Februar 1995 in Kortrijk) ist ein belgischer Radrennfahrer.

## Sportlicher Werdegang
Bis 2015 fuhr Planckaert für verschiedene belgische Radsportvereine, ohne zählbare Ergebnisse zu erzielen. 2016 wurde er Mitglied im Nachwuchsteam Lotto-Soudal U23 und machte durch eine Reihe von Top-10-Platzierungen im Verlauf der gesamten Saison auf sich aufmerksam. Zur Saison 2017 wechselte er zum UCI ProTeam Sport Vlaanderen-Baloise, für das er vier Jahre fuhr. Wiederholt stand er auf dem Podium von Etappen- und Eintagesrennen, sein einziger zählbarer Erfolg blieb bis dahin jedoch der Gewinn der Bergwertung bei Étoile de Bessèges.
Zur Saison 2021 wurde Planckaert Mitglied im ProTeam Alpecin-Fenix. Im selben Jahr erzielte er seinen ersten Sieg als Profi, als er die erste Etappe der Burgos-Rundfahrt gewann. Mit der Vuelta a España 2021 nahm er erstmals an einer Grand Tour teil und beendete diese auf Platz 122 der Gesamtwertung. Im Jahr darauf bestritt er die Tour de France 2022 und belegte als Helfer von Mathieu van der Poel und Jasper Philipsen den 109. Gesamtrang. Bei der Tour of Norway 2023 verpasste er auf der zweiten Etappe als Zweiter einen weiteren Sieg.

## Familie
Edward Planckaert ist der Bruder von Baptiste Planckaert und Emiel Planckaert, der nach drei Jahren bei Sport Vlaanderen-Baloise Ende 2020 vom aktiven Radsport zurückgetreten ist.

## Erfolge
2016
- Nachwuchswertung Tour du Loir-et-Cher

2019
- Bergwertung Étoile de Bessèges

2021
- eine Etappe Burgos-Rundfahrt

## Grand-Tour-Platzierungen
| Grand Tour            | 2021 | 2022 | 2023 | 2024 |
| --------------------- | ---- | ---- | ---- | ---- |
| Giro d’ItaliaGiro     | –    | –    | –    | 95   |
| Tour de FranceTour    | –    | 109  | –    | –    |
| Vuelta a EspañaVuelta | 122  | –    | 136  | 116  |